# Ekmeleddin İhsanoğlu

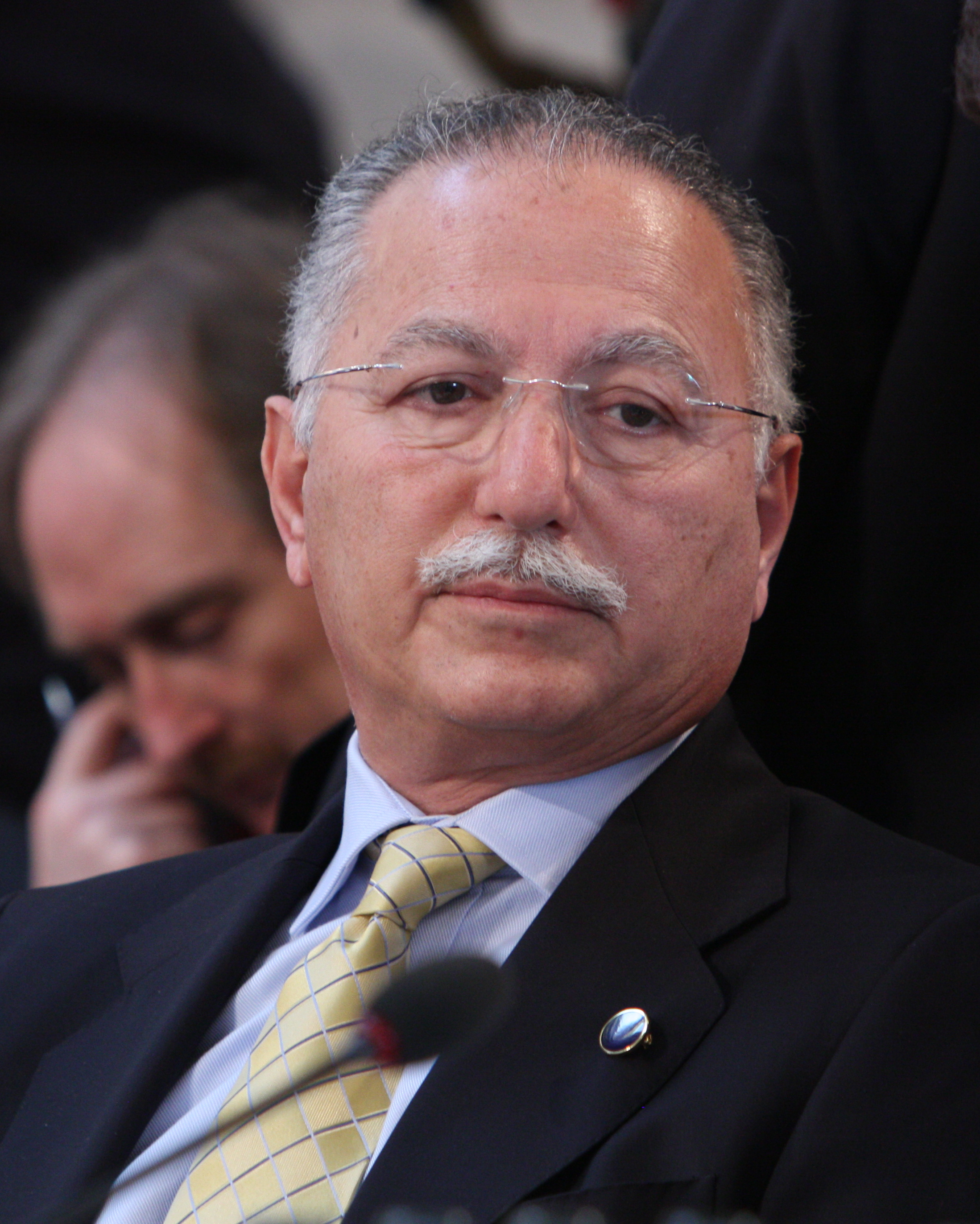
Ekmeleddin İhsanoğlu (2014)

Ekmeleddin İhsanoğlu (ekmeɫeddiŋ ihsɑnoɰlu, anhörenⓘ; * 1943 in Kairo) ist ein türkischer Wissenschaftshistoriker, war langjähriger Direktor des OIC Forschungszentrums für Islamische Geschichte, Kunst und Kultur (IRCICA) in Istanbul und war von 2005 bis 2013 Generalsekretär der Organisation der Islamischen Konferenz (OIC). 2014 war er Kandidat bei der Präsidentschaftswahl in der Türkei 2014.

## Herkunft und Ausbildung
Sein Vater Mehmed Ihsan Efendi wurde 1902 in Yozgat geboren. Seine Schulbildung absolvierte er in Yozgat. Seine akademische Laufbahn begann er in Istanbul und setzte sie ein Jahr nach Ausrufung der Republik Türkei im Jahre 1924 im Alter von 24 Jahren in Kairo fort.
İhsanoğlu wuchs in Ägypten auf und studierte 1962 bis 1966 Naturwissenschaften an der Ain-Schams-Universität in Kairo, wo er einen B.Sc.-Abschluss erlangte. Während seines Studiums arbeitete er in der Nationalbibliothek in Kairo bei der Katalogisierung von osmanischen Manuskripten und Büchern und unterrichtete Türkische Sprache und Literatur. In den folgenden Jahren arbeitete er im Fachbereich Chemie der al-Azhar-Universität, wo er 1970 den Master of Science in Chemie erhielt.

## Wissenschaftliche Karriere
1970 siedelte er in die Türkei um und wurde 1974 an der Universität Ankara in organischer Chemie promoviert. Daran schloss sich von 1975 bis 1977 ein Aufenthalt als Forschungsassistent in der Universität Exeter in Großbritannien an. 1970 bis 1980 arbeitete er als Dozent an der Universität Ankara, seit 1978 zusätzlich an der Inönü-Universität in Malatya.
1980 wurde İhsanoğlu Generaldirektor des neu gegründeten Forschungszentrums für Islamische Geschichte, Kunst und Kultur (IRCICA), welches eine Unterorganisation der Organisation der Islamischen Konferenz (OIC) ist. IRCICA hat seinen Sitz im Yıldız-Palast in Istanbul. 1984 gründete er den Fachbereich Wissenschaftsgeschichte an der Universität Istanbul und leitete es bis zu dessen Schließung durch den türkischen Hochschulrat YÖK im Jahr 2000. Zugleich war er Direktor der Türkischen Gesellschaft für Wissenschaftsgeschichte und des Museums und Dokumentationszentrums für Wissenschaftsgeschichte an der Universität Istanbul. 2003 war er Gastprofessor an der Ludwig-Maximilians-Universität in München. Er ist Mitglied zahlreicher nationaler wie internationaler wissenschaftlicher Organisationen.
Im Dezember 2004 wurde mit ihm erstmals ein türkischer Kandidat zum Generalsekretär der Organisation der Islamischen Konferenz gewählt.
Er war einer der 138 Unterzeichner des offenen Briefes Ein gemeinsames Wort zwischen Uns und Euch vom 13. Oktober 2007, den Persönlichkeiten des Islam an „Führer christlicher Kirchen überall“ sandten und zum Dialog über Gemeinsamkeiten der Religionen aufruft. Es war eine Reaktion auf die beachteten Regensburger Vorlesung, die Benedikt XVI. am 12. September 2006 an der Universität Regensburg gehalten hatte. Das „gemeinsames Wort“, führte schließlich zur Schaffung des Katholisch-Islamischen Forums in Rom.

## Präsidentschaftskandidat 2014 und Kandidat für die Parlamentswahlen 2015
Er war der gemeinsam vorgeschlagene Kandidat der Republikanischen Volkspartei (CHP) und der Partei der Nationalistischen Bewegung (MHP) bei der Präsidentschaftswahl in der Türkei 2014, bei der er mit 38,3 Prozent unterlag.
Für die Parlamentswahl in der Türkei 2015 am 7. Juni kandidierte İhsanoğlu für die rechtsextreme Partei der Nationalistischen Bewegung für die Provinz Istanbul und wurde in die Große Nationalversammlung gewählt. Bei der Neuwahl im November des Jahres wurde er wiedergewählt.

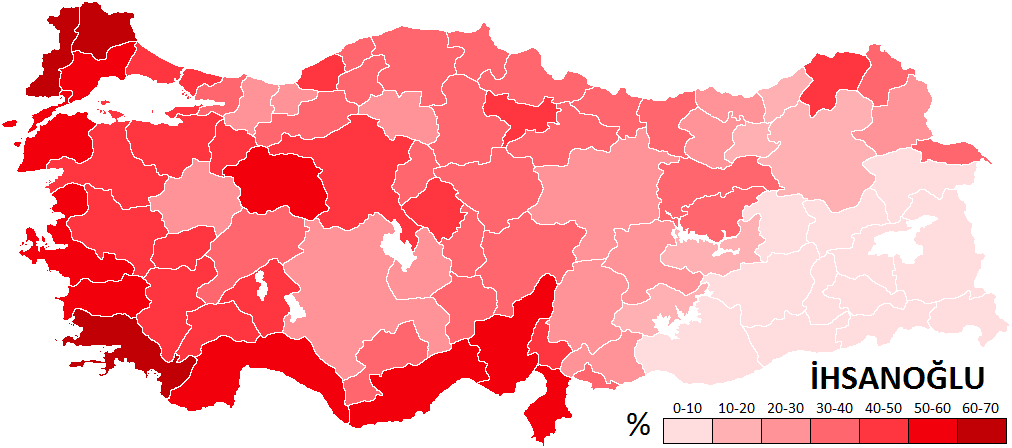
İhsanoğlus Ergebnis nach Provinzen (Präsidentschaftswahlen 2014)

## Auszeichnungen
İhsanoğlu wurde wiederholt wegen seiner Verdienste um die Wissenschaftsgeschichte des Osmanischen Reiches ausgezeichnet.

### Mitgliedschaften
- Ordentliches Mitglied der Academia Europaea (2004)[5]
- Mitglied der Académie internationale d’histoire des sciences
- Mitglied der Academy of Sciences of Tatarstan
- Ehrenmitglied der Gesellschaft Der Freunde Islamischer Kunst und Kultur e. V.
- Ehrenmitglied der Hungarian Orientalistik Society
- Korrespondierendes Mitglied der Akademie der arabischen Sprache (Kairo)

### Ehrendoktorwürden
- Mimar-Sinan-Universität (1994)[6][7]
- Dowling College (1996)[6][7]
- Nationale Akademie der Wissenschaften Aserbaidschans (2000)[6][7]
- Universität Sofia (2001)[6][7]
- Universität Sarajevo (2001)[7]
- Tatarstan Academy of Science (2004)[8][7]
- Universität Padua (2006)[9]
- University of Exeter (2007)[10]
- Islamic University of Islamabad (2007)[11]
- Universität des Nahen Ostens (2008)[12]
- Uşak Üniversitesi (2008)[13]
- Islamic University Uganda (2008)[14]
- Islamic University of Technology (2009)[15]
- International Islamic University Malaysia (2010)[16]
- Bashkir State Pedagogical University (2010)[17]
- Bishkek Humanities University (2011)[18]

### Orden
- Medal of Distinction of the First Order (1990) verliehen durch den ägyptischen Präsidenten[19]
- Unabhängigkeitsmedaille I. Klasse (1996) verliehen durch den jordanischen König[19]
- Medal of Distinguished State Service (2000) verliehen durch den türkischen Präsidenten[19]
- Commandeur de l’Ordre National du Mérite (2002) verliehen durch den senegalesischen Präsidenten[19]
- Commandeur de l’Ordre National du Lion (2006) verliehen durch den senegalesischen Präsidenten[19]
- Medal of Glory (2006) verliehen durch den aserbaidschanischen Präsidenten[19]
- Medal of Glory (2006) verliehen durch den russischen Präsidenten[19]
- State Medal (2009) verliehen durch den ägyptischen Präsidenten[19]
- Hilal-i Pakistan (2010) verliehen durch den pakistanischen Präsidenten[19]
- Officier de l'Ordre des Palmes Académiques du Niger (2013) verliehen durch den nigrischen Präsidenten[20]

### Preise
- Koyré-Medaille (2007) der Académie internationale d’histoire des sciences[21]
- Darjah Kebesaran Setia Mahkota-Preis (P.S.M.) und der Titel Tan Sri (2009) durch den malaysischen König[19]
- Peace and Dialogue-Preis (2009) durch das Rumi-Forum[19]

## Schriften
- Tayyar Altıkulaç, Ekmeleddin İhsanoğlu: Al-Mushaf Al-Sharif: Attributed to Uthman Bin Affan. IRCICA, 2007